# Амангельди (Сирдар'їнський район)
Амангельди́ (каз. Амангелді) — село у складі Сирдар'їнського району Кизилординської області Казахстану. Адміністративний центр та єдиний населений пункт Амангельдинського сільського округу.
У радянські часи село називалось Леніно.
Населення — 2629 осіб (2021; 2839 у 2009, 2840 у 1999, 2433 у 1989).